# Le Merzer

Le Merzer este o comună în departamentul  Côtes-d'Armor, Franța. În 1 ianuarie 2022 avea o populație de 974 de locuitori.